# Kasia Stankiewicz
Kasia Maria Stankiewicz (sinh ngày 2 tháng 6 năm 1977 tại Działdowo, Ba Lan) là một ca sĩ nhạc pop người Ba Lan.

## Sự nghiệp
Kasia Stankiewicz bắt đầu sự nghiệp ca hát từ năm 1995 khi cô trình diễn một ca khúc của ban nhạc Varius Manx trong một cuộc thi hát trên truyền hình.
Năm 1999, Stankiewicz phát hành album solo đầu tay mang tên Kasia Stankiewicz, với những ca khúc nhạc soul và nhạc jazz. Vào năm 2006, cô phát hành một album mới mang tên Mimikra. Tám năm sau, cô ra mắt album Lucy and the Loop vào ngày 10 tháng 10 năm 2014.

## Đĩa nhạc

### Album phòng thu
| Tựa đề            | Chi tiết                                                                                           | Xếp hạng |
| Tựa đề            | Chi tiết                                                                                           | POL      |
| ----------------- | -------------------------------------------------------------------------------------------------- | -------- |
| Kasia Stankiewicz | - Phát hành: 1999 - Hãng đĩa: Zic Zac/BMG Poland - Định dạng: CD                                   | —        |
| Extrapop          | - Phát hành: 22 tháng 8 năm 2003 - Hãng đĩa: Raf/BMG Poland - Định dạng: CD (+CD), tải kỹ thuật số | 38       |
| Mimikra           | - Phát hành: 20 tháng 10 năm 2006 - Hãng đĩa: EMI Music Poland - Định dạng: CD, tải kỹ thuật số    | —        |
| Lucy and the Loop | - Phát hành: 10 tháng 10 năm 2014 - Hãng đĩa: Warner Music Poland - Định dạng: CD, tải kỹ thuật số | 33       |

### Video âm nhạc
| Tựa đề                                                 | Năm  | Đạo diễn         | Album                | Ghi chú |
| ------------------------------------------------------ | ---- | ---------------- | -------------------- | ------- |
| "Dopiero od jutra"                                     | 1999 | —                | Kasia Stankiewicz    | [ 13 ]  |
| "Niepewność" (Michał Żebrowski with Kasia Stankiewicz) | 2002 | —                | Lubię, kiedy kobieta | [ 14 ]  |
| "Schyłek lata"                                         | 2003 | Karolina Bendera | Extrapop             | [ 15 ]  |
| "Francuzeczka"                                         | 2003 | Joanna Rechnio   | Extrapop             | [ 16 ]  |
| "Saint Etienne"                                        | 2003 | Joanna Rechnio   | Extrapop             | [ 17 ]  |
| "Marzec"                                               | 2006 | —                | Mimikra              | [ 18 ]  |
| "4 Ręce"                                               | 2006 | Joanna Rechnio   | Mimikra              | [ 19 ]  |
| "W środku myśli"                                       | 2007 | Grupa 13         | Mimikra              | [ 20 ]  |
| "Lucy"                                                 | 2014 | —                | Lucy and the Loop    | [ 21 ]  |